# Věra Šuterová
Věra Šuterová (* 8. června 1956) je bývalá česká a československá politička a bezpartijní poslankyně Sněmovny národů Federálního shromáždění za normalizace.

## Biografie
K roku 1986 se profesně uvádí jako dámská krejčová.
Ve volbách roku 1986 zasedla do české části Sněmovny národů (volební obvod č. 50 – Blansko, Jihomoravský kraj). Ve Federálním shromáždění setrvala do konce funkčního období, tedy do voleb roku 1990. Netýkal se jí proces kooptací do Federálního shromáždění po sametové revoluci.
Politicky se angažovala i po sametové revoluci, ovšem na místní úrovni. V komunálních volbách roku 1994 byla zvolena do zastupitelstva obce Rozseč nad Kunštátem jako nezávislá poslankyně. Neúspěšně do zdejšího zastupitelstva kandidovala i v komunálních volbách roku 2006, opět jako nezávislá. Uváděna je tehdy jako kuchařka. Zastupitelkou se stala dodatečně roku 2008 po rezignaci jiného zastupitele.